# Sympherobius dilutus
Sympherobius dilutus là một loài côn trùng trong họ Hemerobiidae thuộc bộ Neuroptera. Loài này được Nakahara miêu tả năm 1960.